# Lupo Protospata
Lupo Protospata (1030 circa – 1102) è stato un cronista attivo in Puglia nel secolo XI.

## Biografia

### Chronicon rerum in regno Neapolitano gestarum
Lupo è considerato l'autore del Chronicon rerum in regno Neapolitano gestarum, una cronaca di fatti occorsi nel Mezzogiorno d'Italia dall'anno 855 al 1102: gli eventi più antichi furono attinti certamente dagli Annales Barenses, mentre maggiori dettagli si riscontrano per il periodo dal 1082 al 1102, in quanto contemporanei allo scrittore, in particolare, Lupo riporta con una certa attenzione, oltre a calamità e curiosità astronomiche (terremoto del 1087, cometa del 1098), gli eventi storici che portarono alla conquista normanna del Sud e fatti di rilevanza religiosa (il terzo sinodo di Melfi del 1089 e quello tenutosi a Bari nel 1099).
Il Chronicon di Lupo fu poi utilizzato dall'Anonimo Barese per la stesura della sua Cronaca.

### Identità
Il nome di Lupo non è riportato in nessun dei codici antichi superstiti, ma compare solo in età moderna (dalla edizione del Caracciolo del 1626): pertanto la sua reale esistenza in quanto cronista è stata messa in dubbio dagli studiosi. 
Per l'attenzione alle vicende di questa o di quella città è stato considerato originario di Matera, di Bari o di Salerno.
Un Lupo "imperiale prothospatario" è documentato in un diploma (sospetto) del 1063 di Venosa e in altri due documenti rogati ad Ascoli Satriano nel 1067 e nel 1080 dove si firma Lupus imperialis prothospata et "tepoterete" (comandante militare di un distretto bizantino).

#### L'iscrizione sulla colonna di Brindisi

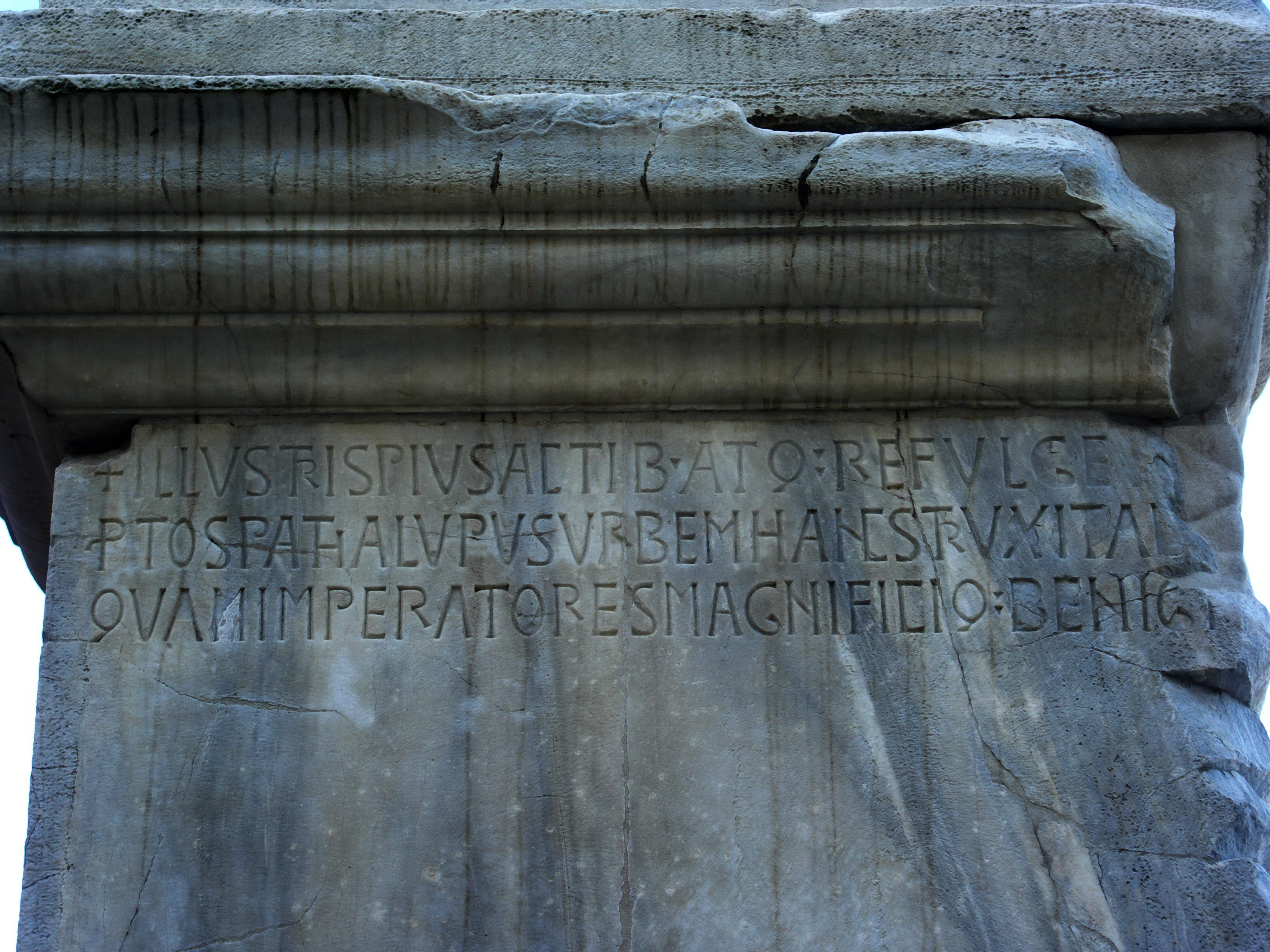
Iscrizione latina di Lupo protospata sulla colonna di Brindisi.

Inoltre un protospatario di nome Lupo è attestato nella iscrizione incompleta che rimane sulla base della Colonna terminale della via Appia a Brindisi:
Tradizionalmente gli storici locali, pur in assenza di documentazione, hanno sempre collocato al IX secolo la ricostruzione di Brindisi che aveva subito devastazioni durante l'alto medioevo: in tal modo il Lupo dell'iscrizione difficilmente potrebbe essere lo stesso della Cronaca e dei documenti dell'XI secolo di Ascoli Satriano. 
Per identificare il Lupo cronista col protospatario bizantino di Brindisi bisognerebbe poter collocare questa (presunta) ricostruzione urbanistica all'XI secolo e più precisamente negli ultimi anni della dominazione bizantina, prima che i Normanni conquistino la città (1070) insieme a tutta la Puglia. Una simile ipotesi non si può escludere (vedi Storia di Brindisi), fatte salve le risultanze di ordine epigrafico che paradossalmente non sono mai state prese in considerazione.